# Novoouzensk
Novoouzensk (en russe : Новоузенск) est une ville de l'oblast de Saratov, en Russie, et le centre administratif du raïon de Novoouzensk. Sa population s'élevait à 16 581 habitants en 2013.

## Géographie
Novoouzensk est située sur la rive gauche de la rivière Bolchoï Ouzen, à son point de confluence avec la Tchertanly, à 193 km au sud-est de Saratov et à 918 km au sud-est de Moscou :

## Histoire
En 1760, le village de Tchertanla (Чертанла) fut créé par des Vieux Croyants émigrés en Pologne qu'un édit de Catherine la Grande les incita à revenir en Russie. Il se développa et reçut le statut de ville et le nom de Novy Ouzen (Новый Узень) en 1835. Plus tard, son nom fut transformé en Novoouzensk.
Novoouzensk se trouve au cœur d'une région céréalière.

## Population
Recensements (*) ou estimations de la population
| 1897*  | 1926*  | 1931   | 1959*  | 1970*  | 1979*  |
| ------ | ------ | ------ | ------ | ------ | ------ |
| 13 261 | 13 952 | 12 800 | 12 843 | 13 398 | 14 536 |

| 1989*  | 2002*  | 2010*  | 2012   | 2013   | 2014 |
| ------ | ------ | ------ | ------ | ------ | ---- |
| 16 589 | 16 881 | 17 011 | 16 770 | 16 581 | -    |